# Капа (лісовий парк)

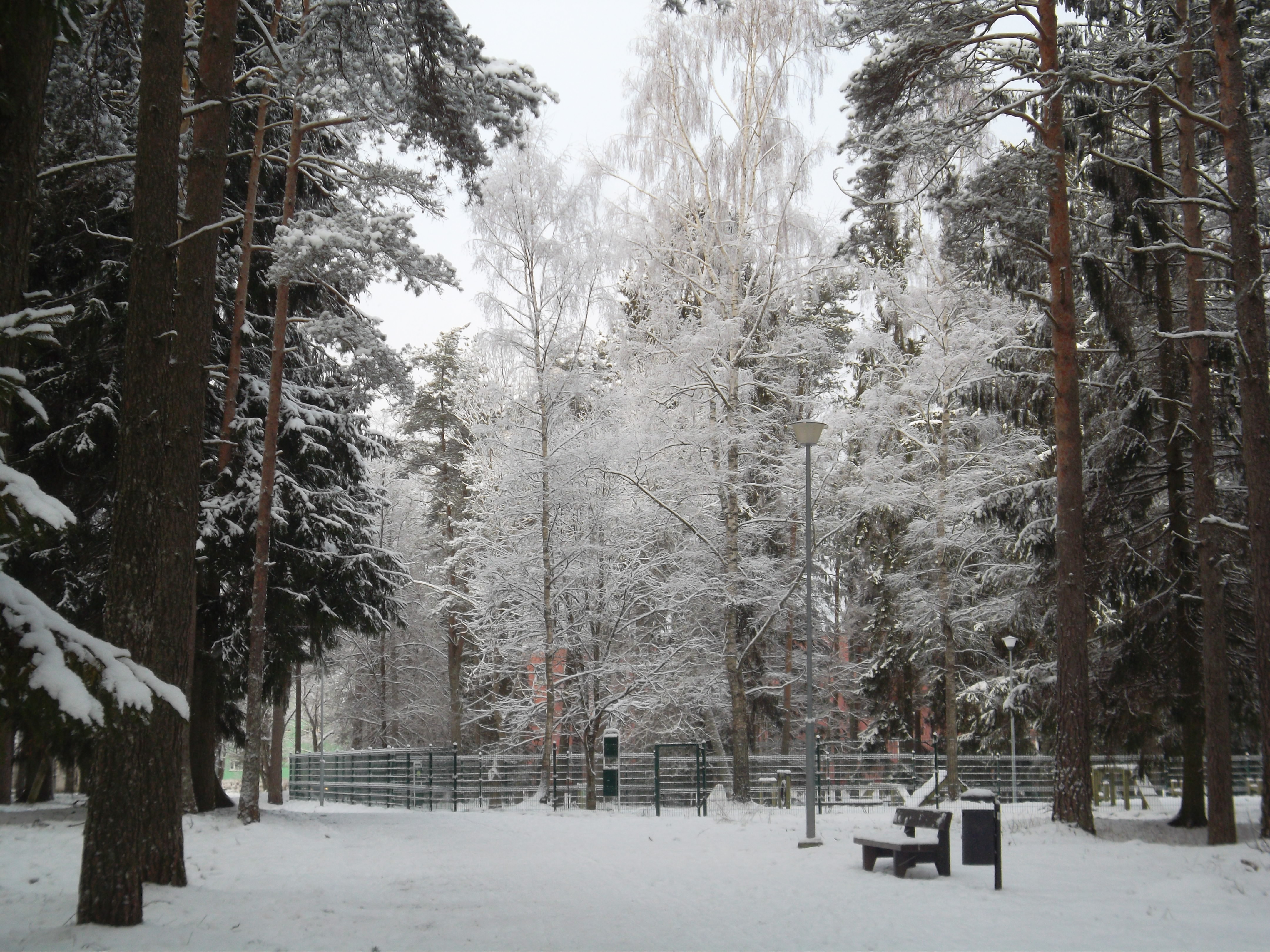
Лісопарк Капа взимку

Капа (ест. Kapa männik) — лісовий парк в Естонії в центрі селища Кохіла, що займає площу 3,2 гектара.
На території лісопарку знаходиться липова алея, розташована вздовж вулиці Теестузе.
У лісопарку переважають хвойні види дерев, такі як сосна звичайна та ялина європейська. Зустрічаються також листяні дерева: берези повислі, липа серцеподібна, клен гостролистий, черемха звичайна, горобина, верба, дуб.
У лісопарку є освітлення, лавки, турніки, майданчик для вигулу собак.
Лісовий парк перебуває під охороною держави.